# ريتشارد أ. ويب
ريتشارد أ. ويب (بالإنجليزية: Richard A. Webb)‏ هو فيزيائي وأستاذ جامعي أمريكي، ولد في 10 سبتمبر 1946 في لوس أنجلوس في الولايات المتحدة، وتوفي في 23 يناير 2016.